# Ashraf Amgad el-Seify
 Ashraf Amgad el-Seify (né le 20 février 1995 en Égypte) est un athlète qatarien, d'origine égyptienne, spécialiste du lancer de marteau. Il est entraîné par Aleksey Malyukov.

## Carrière
Né en Égypte, il s'installe au Qatar en 2011 et obtient la nationalité de son nouveau pays peu après. Il avait été invité à s'entraîner au Qatar après avoir remporté un titre national junior en Égypte alors qu'il n'avait que 15 ans. Le 14 juillet 2012, à Barcelone, il bat le record du monde du marteau de 6 kg (pour les juniors) en emportant la médaille d'or des Championnats du monde juniors d'athlétisme 2012. Il remporte la médaille d'argent lors des Championnats arabes à Doha en 2013. Il remporte la médaille d'or lors des Championnats du monde juniors 2014 avec le meilleur lancer de l'année de sa catégorie. Cependant, lors des Jeux asiatiques de 2014 qui suivent, toujours en tant que junior, il manque ses trois lancers de qualification en finale.
Son frère Ahmed Amgad Elseify, né en 1996, est également lanceur de marteau.
Le 26 août 2018, el-Seify remporte le titre des Jeux asiatiques de Jakarta avec 76,88 m, devançant sur le podium le champion olympique et champion asiatique en titre Dilshod Nazarov (74,16 m).
Il se classe 9e des championnats du monde 2019 à Doha.

## Palmarès
| Date | Compétition                     | Lieu           | Résultat | Marque  |
| ---- | ------------------------------- | -------------- | -------- | ------- |
| 2012 | Championnats d'Asie juniors     | Colombo        | 1er      | 80,85 m |
| 2012 | Championnats du monde juniors   | Barcelone      | 1er      | 85,57 m |
| 2013 | Championnats panarabes          | Doha           | 2e       | 73,17 m |
| 2013 | Championnats d'Asie             | Pune           | 10e      | 63,29 m |
| 2013 | Jeux de la Francophonie         | Nice           | 3e       | 72,88 m |
| 2014 | Championnats d'Asie juniors     | Taipei         | 1er      | 79,71 m |
| 2014 | Championnats du monde juniors   | Eugene         | 1er      | 84,71 m |
| 2015 | Championnats panarabes          | Madinat 'Isa   | 2e       | 73,68 m |
| 2015 | Championnats d'Asie             | Wuhan          | 2e       | 76,03 m |
| 2015 | Championnats du monde           | Pékin          | 9e       | 74,09 m |
| 2016 | Jeux olympiques                 | Rio de Janeiro | 6e       | 75,46 m |
| 2017 | Jeux de la solidarité islamique | Bakou          | 3e       | 73,17 m |
| 2018 | Jeux asiatiques                 | Jakarta        | 1er      | 76,88 m |
| 2018 | Coupe continentale              | Ostrava        | 5e       | 74,08 m |
| 2019 | Championnats d'Asie             | Doha           | 2e       | 73,76 m |
| 2019 | Championnats du monde           | Doha           | 9e       | 75,41 m |
| 2021 | Championnats panarabes          | Radès          | 2e       | 71,30 m |
| 2023 | Jeux asiatiques                 | Hangzhou       | 2e       | 72,42 m |

## Records
| Épreuve        | Performance  | Lieu      | Date            |
| -------------- | ------------ | --------- | --------------- |
| Marteau (5 kg) | 85,26 m (WR) | Rhede     | 20 juillet 2011 |
| Marteau (5 kg) | 85,57 m (WR) | Barcelone | 14 juillet 2012 |
| Marteau        | 78,19 m (NR) | Doha      | 27 mars 2016    |